# One After 909
〈One After 909〉은 영국의 록 밴드 비틀즈의 1970년 음반 《Let It Be》에 실린 곡이다. 존 레논이 작곡했고 폴 매카트니(레논-매카트니)로부터 도움을 받았으며 둘의 공동 작곡으로 기록되었다. 음반에 실린 버전은 1969년 1월 30일에 열린 루프톱 콘서트의 라이브 공연이다. 이 라이브 공연은 《렛 잇 비》 영화에도 포함되어 있다. 이 곡의 작곡은 최소한 1960년 봄 이전, 아마도 1957년까지 거슬러 올라갈 수 있으며, 최초의 레논-매카트니 작품들 중 하나이다. 〈One After 909〉은 루프톱 콘서트의 다른 어떤 노래보다 미국 초기 로큰롤을 연상시키며, 노래가 끝난 뒤에 잡답을 하면서 존 레논이 농담삼아 〈Danny Boy〉의 도입부를 변형시켜 노래한다.

## 기원
1980년 《플레이보이》 인터뷰에서 레논은 다음과 같이 설명했다. "그것은 제가 17살  무렵에 쓴 것입니다. 저는 뉴캐슬 로드 9번지에 살았습니다. 9번째 달인(실제로 그렇게 말함) 10월 9일에 태어났습니다. 그저 내 주위에 따라다니는 숫자였는데, 숫자점으로 따지면 저는 6이나 3 같은 숫자가 나와요. 그런데 그것도 9에 속하잖아요."
매카트니는 이렇게 말했다. "굉장한 곡은 아니지만 제가 굉장히 좋아하는 곡입니다. 저와 존의 굉장한 추억이 담겼기 때문이죠. 우리는 블루스 풍의 화물열차 노래를 작곡하려고 했어요. 그 당시에는 〈Midnight Special〉, 〈Freight Train〉, 〈Rock Island Line〉과 같은 그런 곡들이 많았습니다. 그래서 〈One After 909〉 이 곡이 나왔죠. 열차가 9:09 정시에 도착하지 못했어요. 1분 뒤에 연착했죠."

## 다른 버전
첫 번째 버전은 쿼리멘 시절인 1960년에 녹음되었다.
비틀즈는 1963년 3월 5일, 세 번째 싱글인 〈From Me to You〉와 B-사이드 〈Thank You Girl〉을 제작한 세션 동안에 5 번의 테이크로 이 곡을 녹음했다. 그들은 그 결과에 만족하지 못했기 때문에 그 버전은 그 당시에 발매되지 않았다. 3월 5일 세션의 다양한 테이크와 그 편집본이 1995년 《Anthology 1》 컴필레이션에서 발매되었다. 이 곡은 6년간 묵혀졌다가 비틀즈가 《Get Back》 프로젝트를 위해 다시 녹음했고, 결국 《Let It Be》 앨범에 발매되었다.
〈One After 909〉는 2003년에 나온 《Let It Be... Naked》에 1969년 루프톱 콘서트 테이크의 리믹스 및 리마스터드 버전으로 수록되어 있다. 이 곡의 오리지널 3번째 테이크는 2021년에 재발매된 《Let It Be》에 포함되었다.

## 참여 인원
- 존 레논 - 보컬, 리듬 기타
- 폴 매카트니 - 백 보컬, 베이스 기타
- 조지 해리슨 - 리드 기타
- 링고 스타 - 드럼
- 빌리 프레스턴 - 일렉트릭 피아노